# 霍赫弗羅特峰

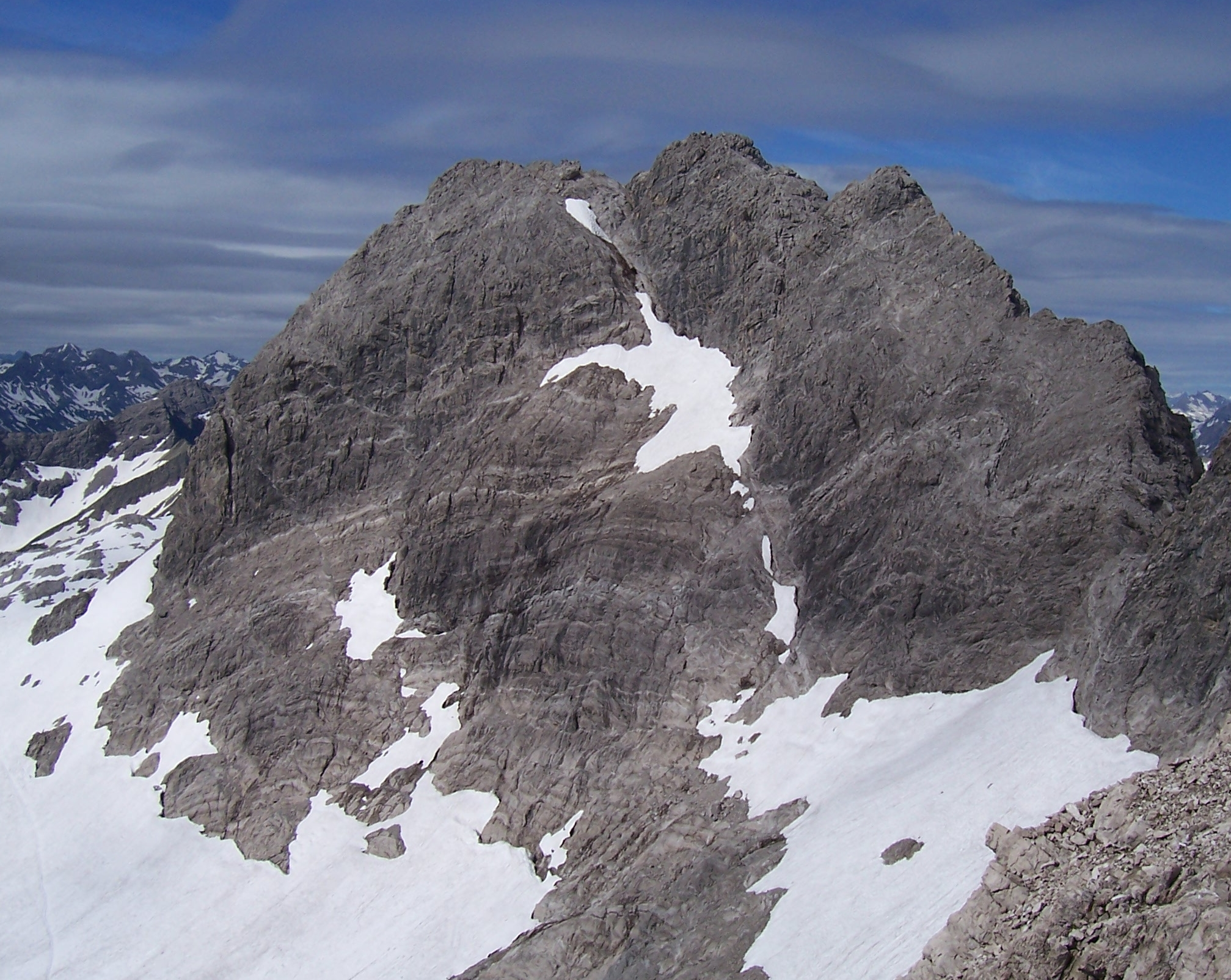

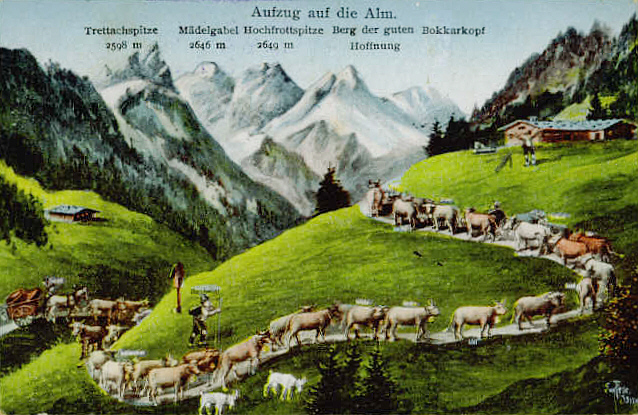

47°17′50″N 10°17′37″E / 47.29722°N 10.29361°E
霍赫弗羅特峰（德語：Hochfrottspitze），是中歐的山峰，位於德國和奧地利接壤的邊境，屬於阿爾高阿爾卑斯山脈的一部分，海拔高度2,649米，人類在1869年首次登頂。